# Volkseinkommen
Das Volkseinkommen ist eine volkswirtschaftliche Kennzahl, die
- nur im deutschen und im japanischen Sprachraum für die Volkswirtschaftliche Gesamtrechnung gebräuchlich ist, für die es im Englischen keine umgangssprachliche Entsprechung gibt.
- das Nettonationaleinkommen zu Faktorkosten oder Nettoinländereinkommen darstellt, im Unterschied zum, eher den realen Bezahlungsvorgängen angenäherten, Nettonationaleinkommen zu Marktpreisen (= Nettosozialprodukt),
- die in Geld ausgedrückte theoretische (also nicht den Marktpreisen, sondern den Faktorkosten entsprechende) Summe aller produzierten Waren und Dienstleistungen einer Volkswirtschaft bildet und die Summe aller auf diese Weise errechneten, von Inländern im Laufe eines Jahres aus dem In- und Ausland bezogenen, Erwerbs- und Vermögenseinkommen darstellt.

Das Volkseinkommen (nicht mit dem Sozialprodukt zu verwechseln) basiert also auf dem Nettonationaleinkommen, der in Geld ausgedrückten Summe aller produzierten Waren und Dienstleistungen einer Volkswirtschaft (also nicht den Marktpreisen, sondern den Faktorkosten entsprechende), die verbraucht, investiert oder gegen ausländische Güter eingetauscht worden sind unter Abzug des Werts der Abschreibungen.
Es unterscheidet sich vom Nettonationaleinkommen durch die Hinzufügung des Werts aller Subventionen und durch den Abzug der so genannten Gütersteuern. Der Begriff Gütersteuern umfasst nahezu alle indirekten Steuern inklusive der Umsatzsteuer, Mineralölsteuer, Tabaksteuer etc. Außerdem gehört aber auch die Gewerbesteuer zu den Gütersteuern. Die Gütersteuern bilden den vom Aufkommen her überwiegenden Teil der staatlichen Steuereinnahmen.
Im Zwei-Sektoren-Modell werden die einfachen theoretischen Grundlagen und Zusammenhänge des Volkseinkommens dargestellt. Bei Investitionen der Unternehmen kann sich das Volkseinkommen erhöhen, wenn die entstehende Kapazitätsausweitung einen höheren Bedarf an Arbeitskräften mit sich zieht. Man spricht hierbei vom „Einkommenseffekt“.

## Entstehungsrechnung
Ausgangspunkt ist der Bruttoproduktionswert, d. h. die Summe des Wertes aller in einer Volkswirtschaft (von In- und Ausländern) produzierten Güter (Waren und Dienstleistungen). Subtraktion des Wertes der Vorleistungen ergibt die Bruttowertschöpfung.
Addition der Gütersteuern (Produktions- und Importabgaben) und Subtraktion der Subventionen ergibt das Bruttoinlandsprodukt.
Abzüglich der Einkommen der Ausländer im Inland und zuzüglich der Einkommen der Inländer im Ausland ergibt sich das Bruttonationaleinkommen BNE. Subtrahiert man die Abschreibungen, gelangt man zum Nettonationaleinkommen zu Marktpreisen oder Primäreinkommen. Subtraktion der Gütersteuern und Addition der Gütersubventionen ergibt schließlich das Volkseinkommen oder Nettonationaleinkommen zu Faktorkosten.
| + Bruttoproduktionswert                                   |
| − Vorleistungen                                           |
| = Bruttowertschöpfung                                     |
| + Gütersteuern                                            |
| − Gütersubventionen                                       |
| = Bruttoinlandsprodukt zu Marktpreisen                    |
| − Einkommen der Ausländer im Inland                       |
| + Einkommen der Inländer im Ausland                       |
| = Bruttonationaleinkommen (BNE)                           |
| − Abschreibungen                                          |
| = Nettonationaleinkommen zu Marktpreisen                  |
| − Gütersteuern                                            |
| + Gütersubventionen                                       |
| = Volkseinkommen (Nettonationaleinkommen zu Faktorkosten) |

## Verwendungsrechnung
Alle Beträge, die für Konsum und Investition ausgegeben wurden, zuzüglich der Exporte abzüglich der Importe ergeben das Bruttoinlandsprodukt.
Abzüglich der Einkommen der Ausländer im Inland und zuzüglich der Einkommen der Inländer im Ausland ergibt sich das Bruttonationaleinkommen. Dieses wiederum vermindert um die Abschreibungen ergibt das Nettonationaleinkommen zu Marktpreisen. Wenn man nun die Gütersteuern (Produktions- und Importabgaben) abzieht und die Subventionen hinzu rechnet, erhält man das Volkseinkommen oder Nettonationaleinkommen zu Faktorkosten.
| + Konsum (privater und staatlicher Konsum)                |
| + Investition                                             |
| + Exporte                                                 |
| − Importe                                                 |
| = Bruttoinlandsprodukt (BIP)                              |
| − Einkommen der Ausländer im Inland                       |
| + Einkommen der Inländer im Ausland                       |
| = Bruttonationaleinkommen                                 |
| − Abschreibungen                                          |
| = Nettonationaleinkommen zu Marktpreisen                  |
| − Gütersteuern (Produktions- und Importabgaben)           |
| + Gütersubventionen                                       |
| = Volkseinkommen (Nettonationaleinkommen zu Faktorkosten) |

## Zusammenhänge der Verteilungsrechnung
Die Summe aller im Inland (auch von Ausländern) erwirtschafteten Einkommen ist das Nettoinlandsprodukt zu Faktorkosten. Abzüglich der Einkommen der Ausländer im Inland und zuzüglich der Einkommen der Inländer im Ausland ergibt sich das Nettonationaleinkommen zu Faktorkosten oder Volkseinkommen.
In der Abbildung ist das BNE gleich 100 % gesetzt. Ohne die Abschreibungen (oberste Größe, lila) und dem Saldo aus Gütersteuern und Subventionen (zweitoberste Größe, schwarz gekachelt) verbleibt das Volkseinkommen.

## Probleme in der Praxis
Die Erfassung der oben genannten Daten erfolgt in allen Mitgliedsländern der Europäischen Union nach dem einheitlichen Europäischen System Volkswirtschaftlicher Gesamtrechnungen (ESVG), das vergleichsweise exakt ist, weil auf ihm die Beitragszahlungen der Mitgliedsländer beruhen.
Der Begriff Volkseinkommen ist im ESVG nicht vorgesehen. Das begrifflich identische „Nettonationaleinkommen zu Faktorkosten“ ist aber leicht aus dem ESVG zu errechnen. Er wird üblicherweise nicht getrennt ausgewiesen.